# Wildenspring
Wildenspring ist ein Ortsteil der Landgemeinde Stadt Großbreitenbach im Ilm-Kreis in Thüringen in Deutschland.

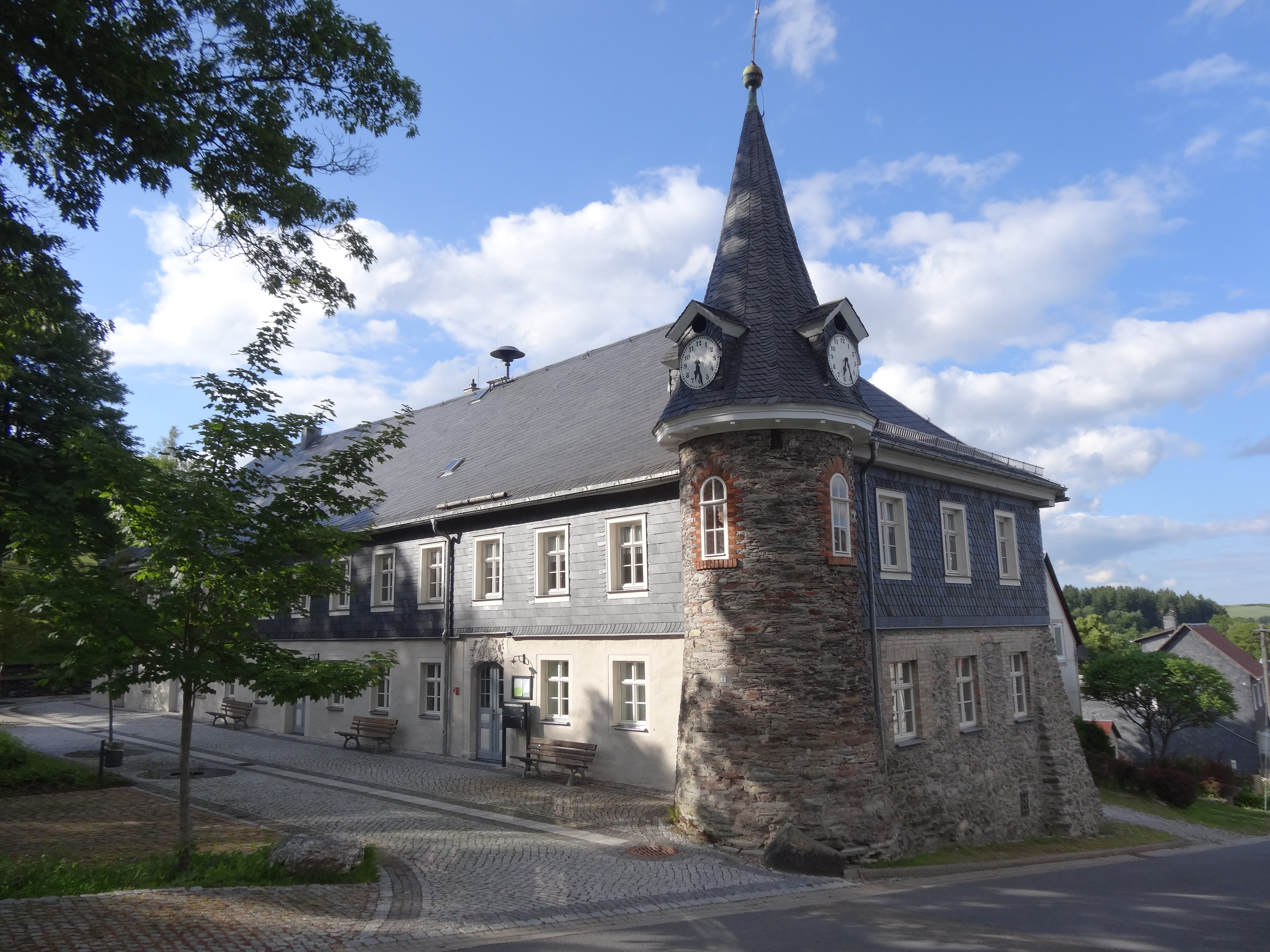
Ehemaliges Gutshaus im Ort.

## Geografie
Wildenspring liegt auf der Großbreitenbacher Hochfläche zwischen dem Langen Berg im Westen und dem Schwarzatal im Osten. Nördlich des Ortes liegt das Tal des Junkersbach, südlich fließt die Kurau. Beides sind Nebenflüsse der Schwarza. Der Wildenspringer Wald liegt östlich des Ortes am Westhang des Schwarzatals. Der Hausberg von Wildenspring ist der 667 Meter hohe, unbewaldete Beerberg.

### Nachbarorte
Im Uhrzeigersinn, beginnend im Norden: Friedersdorf, Herschdorf, Mellenbach-Glasbach, Böhlen

## Geschichte
Der Ort wurde 1370 erstmals urkundlich erwähnt. Das Rittergut des Ortes gehörte denen von Holleben. Bis 1920 gehörte Wildenspring zu Schwarzburg-Rudolstadt (Oberherrschaft), danach zum Landkreis Arnstadt, zwischen 1952 und 1994 zum Kreis Ilmenau und seit 1994 zum Ilm-Kreis.
Die Gemeinde gehörte ab 1994 der Verwaltungsgemeinschaft Großbreitenbach an. Der Verwaltungssitz war in der Stadt Großbreitenbach. Am 1. Januar 2019 wurde diese in die Landgemeinde Stadt Großbreitenbach umgewandelt.

### Einwohnerentwicklung
Entwicklung der Einwohnerzahl:
| - 1843 – 443 - 1939 – 408 - 1989 – 280 - 2005 – 242 - 2010 – 210 - 2015 – 170 - 2023 - 160 |

 Datenquelle: ab 1994 Thüringer Landesamt für Statistik – Werte vom 31. Dezember

## Politik

### Ehemaliger Bürgermeister
Uwe Fiedler war ehrenamtlicher Bürgermeister von Juli 2016 bis 2020.

### Derzeitiger Bürgermeister und Ortschaftsrat
Seit 2020 ist Jens Jahn ehrenamtlicher Ortschaftsbürgermeister.
Der Ortschaftsrat besteht aus 4 Ratsmitgliedern und dem Bürgermeister.

## Wirtschaft und Verkehr
Die Einwohner Wildensprings lebten über Jahrhunderte von der Weberei, der Landwirtschaft und der Waldwirtschaft. Heute arbeiten die meisten Wildenspringer außerhalb es Ortes. Des Weiteren wurde nahe dem Ort Flussspat für die Schmelzhütte Mankenbach abgebaut. Das Unternehmen PreciPoint ist seit 2012 im Edelhof aktiv und ist einer der größten Arbeitgeber im Ort.
Aus Wildenspring führt nur eine Straße, die den Ort mit Böhlen verbindet.

## Persönlichkeiten
- Eine Linie des Adelsgeschlechtes von Holleben hatte ihren Stammsitz in Wildenspring.